# Пешо Радоев
Пешо Иванов Радоев (1876–1956) е български балетмайстор, балетен педагог, хореограф, един от създателите и популяризаторите на балетното изкуство в България.

## Биография
Пешо Иванов Радоев е роден в Карлово през 1976 г. Завършва Държавното рисувално училище в София (днес Националната художествена академия).
През 1899 г. заминава за Прага да специализира гимнастика. Там се запознава с танцовото изкуство. С лични средства изучава класическо танцово изкуство в балетни школи в Прага, Краков, Петербург, Париж , както и Виена, Будапеща.
След завръщането си става учител в Първа и Втора мъжка гимназия в София.  Работи като учител по гимнастика, но е привлечен от танцовия фолклор и организира любителска танцова трупа със своите ученици – една от първите в страната. Дебютът на любителската балетна трупа на Пешо Радоев на 22 февруари 1928 г. в София с „Копелия“ от Лео Делиб се счита за рождена дата на професионалния балет в България.
През 1914 г. създава първата частна детска балетна школа, а през 1919 г. (или 1922 г. ) школата получава разрешение на Министерството на просвещението. Сред учениците му са Н. Дейкова, Надя Раковска, Зора Сарсакова, Лили Берон, Фео Мустакова и др. Школата стабилизира понятието „балет“ пред българската публика и подготвя изпълнители за новосформираната трупа на Народната опера. Програмата на Пешо Радоев поставя началото на учебната подготовка на българските балетни изпълнители.
Той е първият щатен балетмайстор в Софийската опера (1914-1927). Поставя танци към драматични спектакли, оперетни и оперни представления – „Фауст“, „Продадена невеста“, „Аида“, „Травиата“, „Риголето“, „Гергана“ и др. Радоев е автор на една от първите български сюити от народни танци към второ действие („Градската градина в София“) от тричастния сценичен пролог „Славата на изкуството“ по Иван Вазов, с който тържествено се открива новата сграда на Народния театър (3 януари 1907 г.).
Ръководи и курсове за салонни и характерни танци. Като председател на Съюза на преподавателите по танци, за кратко време издава специализираното списание „Танц“, където публикув статии по въпроси на танцовото изкуство и така, по думите на проф.д.изк. Анелия Янева, поставя традицията на българската критика в областта на танца.
Умира в София през 1956 г. на 80 години. В руската балетна енциклопедия годината на смъртта му е 1950.